# Obligatie
Een obligatie is een verhandelbaar schuldbewijs dat door een overheid, een onderneming of een instelling bij het lenen van geld wordt verstrekt aan de geldverstrekker/schuldeiser als bewijs van de vordering die deze heeft verkregen op de schuldenaar. Als een bedrijf geld nodig heeft voor een investering kan het door het uitgeven van een obligatielening aan de financiering komen. De koper van de obligatie ontvangt van de uitgever rentevergoeding.
Door giraal effectenverkeer is niet elke obligatie werkelijk in fysiek papier vertegenwoordigd. De oorspronkelijke vorm van een obligatie was echter wel een papier, dat overigens uit twee delen bestaat: de mantel en het couponblad.
Een mantel is daarbij het werkelijke schuldbewijs, waarop staat aangegeven hoeveel de debiteur aan het eind van de looptijd, of bij eerdere afbetaling, zal betalen aan de bezitter van de obligatie. Verder vermeldt de mantel het te vergoeden rentepercentage en de gegevens van de debiteur.
Het tweede deel, het blad, is een verzameling van bonnetjes, de coupons. Deze coupons geven per rentevervaldatum (meestal jaarlijks) recht op een rentevergoeding over het geleende nominale bedrag van de obligatie. Soms wordt ook zonder fysieke obligatie de rente nog steeds couponrente genoemd en de betaling ervan couponbetaling, en worden couponkosten in rekening gebracht voor die uitbetaling.
Voor de belegger en de uitgever is een obligatie een alternatief voor een aandeel.
Sommige obligaties zijn convertibel, dit betekent dat ze onder bepaalde voorwaarden uitwisselbaar zijn tegen aandelen (van dat bedrijf).

## Notering en soorten obligaties
Obligaties worden geïdentificeerd via de ISIN-code.
De rente is afhankelijk van de algemene rentestand en de betrouwbaarheid van de uitgever, en wordt meestal eens per jaar uitbetaald.
Er bestaat een grote variëteit aan obligaties. De meest bekende keert een vaste rente uit over het nominale bedrag, maar er bestaan ook soorten die een deels of geheel variabele rente uitkeren, die eens in de zoveel tijd bepaald wordt. We hebben het dan over een 'obligatie met floating rate'. De hoogte van de rente, of deze nu vast of variabel is, hangt vrij sterk af van de rating die aan de uitgevende instelling wordt toegekend. Bij ondernemingen die een B of C-rating krijgen spreekt men in de financiële wereld om deze reden wel van "high-yield bonds". Het gaat hierbij vaak om wat kleinere ondernemingen die op de vermogensmarkten minder bekendheid genieten, of die zich bezighouden met nieuwe of risicovollere activiteiten.
Verder zijn er step-up bonds, waarvan de rente in de loop der tijd stijgt. Ook geheel renteloze obligaties, de zogenaamde nulcouponobligaties, of zerobonds zijn voorhanden. Dit soort obligatie wordt bij een positieve rentestand onder de 100 procent uitgegeven en groeit dan aan tot 100 procent waarde. Converteerbare obligaties hebben bepaalde optie aspecten. Verder bestaan er inflatie gerelateerde obligaties, die bescherming bieden tegen inflatie.
Vaak heeft een obligatie een bepaalde looptijd. Deze worden met een bepaald schema afgelost (lotende lening) of worden in één keer afgelost (bullet lening). Er bestaan echter ook eeuwigdurende obligaties (perpetuals). Sommige obligaties zijn achtergesteld.

## Convenanten en ratings
Aan obligaties zijn doorgaans convenanten verbonden. Dat zijn bepalingen die beperkingen of mogelijkheden kunnen opleggen aan de emittent. Zo is het mogelijk dat een convenant bepaalt dat de obligatie bij een bepaalde koers door de emittent kan worden teruggekocht (de obligatie is dan callable). Ook kan de emittent verplicht zijn in bepaalde gevallen (zoals een overname) de obligaties op te kopen.
Obligaties hebben een rating die een indicatie is van het risico dat de investeerder loopt dat de emittent niet aan zijn betalingsverplichtingen zal kunnen voldoen. Ratings worden toegekend door de kredietbeoordelingsbureaus, zoals Moody's, Fitch en Standard & Poor's. Wanneer de rating van een obligatie heel laag komt te liggen, zoals bij Ahold na het boekhoudschandaal, is er sprake van een junk bond. Junk bonds werden in de jaren 80 berucht door de overnamepraktijken van onder anderen Michael Milken.

## Onzekerheden
Tegenover de rentebetaling en het recht op de hoofdsom bij aflossing zijn er een aantal onzekerheden bij het beleggen in obligaties:
- Renterisico: als de marktrente stijgt wordt de obligatie die een vaste rente uitkeert minder waard. De toekomstige kasstroom van de obligatie, de periodieke rente en aflossing, wordt tegen een hogere marktrente verdisconteerd waardoor de waarde daalt. Bij een daling van de rente stijgt de waarde van de obligatie. Bij obligaties met een variabele rente is de waardeverandering minder het geval, maar neemt de onzekerheid over de periodiek te ontvangen rente toe.
- Inflatierisico: door de inflatie kan met het geld van de rente en de aflossing minder goederen en diensten worden gekocht. De koopkracht van het geld waarmee de obligatie is gekocht is groter dan die van het geld bij verkoop of aflossing van de obligatie na enige tijd.
- Debiteurenrisico is het gevaar dat de debiteur niet aan de financiële verplichtingen kan voldoen. Als een bedrijf failliet gaat zal de houder van de obligatie minder kans maken dat er rente wordt betaald of dat de obligatie volledig wordt afgelost. De obligatierating is een indicatie van het debiteurenrisico wat de belegger loopt. Dit risico is af te dekken via een credit default swap waarbij het kredietrisico aan een andere partij wordt overgedragen.
- Valutarisico: als de obligatie in een andere valuta luidt dan de valuta waarin de belegger het geld uiteindelijk gaat uitgeven, dan neemt hij een wisselkoersrisico. Bij een depreciatie van de euro na de koop van een obligatie luidend in een buitenlandse valuta krijgt de obligatiehouder meer euro’s terug bij verkoop.

## Handel in obligaties

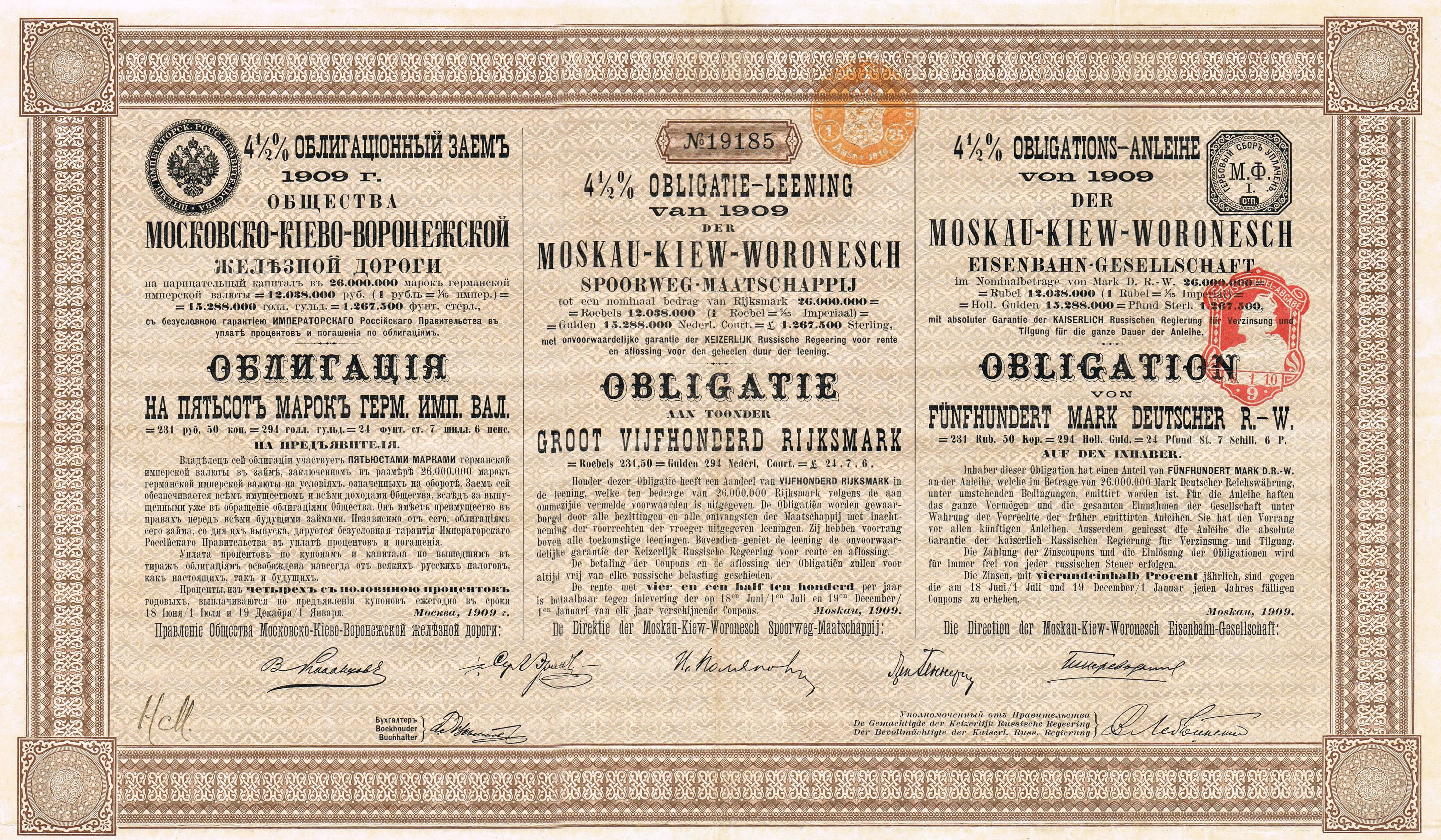
Obligatie ter bekostiging van de aanleg van een spoorlijn in Rusland

Obligaties worden verhandeld op de obligatiemarkt, een van de twee belangrijkste deelmarkten van de kapitaalmarkt. In België bestaat de obligatiemarkt voornamelijk uit overheidsobligaties (vooral Obligation Linéaire / Lineaire Obligatie, met de 'tweetalige afkorting' OLO). De dominante aanwezigheid van de staat op de publieke schuldmarkt kan verklaard worden door de aanzienlijke financieringsbehoeften van de overheid. Gedurende sommige jaren is de financieringsbehoefte sterk afgenomen, onder meer onder invloed van de Maastrichtnormen en het Pact voor Stabiliteit en Groei, die een vermindering van de staatsschuld impliceerden. In andere jaren is er juist meer financieringsbehoefte, zoals voor steunmaatregelen bij de coronapandemie en hoge energieprijzen.
Er wordt een minimale coupure (bedrag) vastgelegd (normaal een veelvoud van €1000). Voor particulieren zal dit bedrag beduidend lager zijn dan voor institutionele beleggers.
Op de primaire markt worden nieuwe obligaties uitgebracht via geselecteerde banken.
Obligaties kunnen tussentijds verhandeld worden via de secundaire markt. De verkoper heeft dringend geld nodig, of wil een andere investering doen. De koper heeft een overschot aan cash, en wil een belegging doen. Als gevolg van de roerende voorheffing (in België) is het niet interessant om obligaties te kopen lang na de vorige rentevervaldag omdat de koper de roerende voorheffing ten laste moet nemen op de verlopen intresten. De aankoopkosten verschillen per bank maar betekenen dat het niet interessant is om voor een klein bedrag tegelijk obligaties te kopen. Het kopen van nieuwe obligaties bij een emissie is (in Nederland) vrij van aankoopkosten.
Het kan interessant zijn om obligaties onder pari te kopen omdat dit potentieel een hogere opbrengst kan geven,
maar meestal ook een verhoogd risico op niet terugbetaling op de vervaldag, of ook meer roerende voorheffing omdat de rentevoet hoger ligt.
Grote en institutionele beleggers zoals beleggings- en pensioenfondsen zullen ook obligaties kopen in vreemde munt. Zij beschikken over de expertise om het valutarisico in te schatten en desgewenst af te dekken. Het kan ook bijdragen tot het spreiden van het risico.
Om het netto rendement te bepalen moet dus rekening worden gehouden met heel veel parameters.

## Obligatiekoersen
De koers van een obligatie wordt vaak uitgedrukt als percentage van de nominale waarde.
De koers wordt vaak uitgedrukt in de vorm van een clean price. Dit houdt in dat bovenop deze prijs een vergoeding komt voor de sinds de laatste rentebetaling opgebouwde rente. Dit is handig voor het vergelijken van prijzen tussen obligaties met verschillende rentebetalingsdata en bij het bekijken van het koersverloop. Zo wordt daaruit de voorspelbare schommeling van de waarde met een periode van een jaar (geleidelijk omhoog, bij renteuitkering omlaag) geëlimineerd. De tegenhanger is de dirty price, het daadwerkelijk te betalen percentage van de nominale waarde.
Als de algemene rentestand stijgt dan zal de koers van de obligatie dalen, aangezien de rente van de bestaande obligatie de resterende looptijd gelijk blijft. Daarmee blijft het rendement vanaf dan tot het einde van de looptijd op het marktniveau. De koersdaling is het grootst als de resterende looptijd nog lang is. Er is een dubbel effect: ten opzichte van de lagere koers is de relatieve rente hoger, en bij de aflossing wordt meer betaald dan de tussentijds gekochte obligatie heeft gekost. Een en ander geldt tegengesteld als de algemene rentestand daalt.
Als het slecht gaat met het uitgevende bedrijf zal de koers van de obligatie dalen, wegens de grotere kans dat het bedrijf failliet gaat.
Bij een koers van meer of minder dan 100% wordt gezegd dat de obligatie respectievelijk boven pari en onder pari noteert.

## Roerende voorheffing

### België
Het tarief van de roerende voorheffing op rente van obligaties is in België in het verleden verschillende keren gewijzigd. Sinds 1 januari 2012 werd er in principe door de overheid 21% roerende voorheffing afgehouden. Een jaar later steeg het algemeen tarief naar 25% en in 2017 naar 30%. De Belgische overheid hanteert uitzonderingen op hun overheidsobligaties, ook gekend als staatsbons.
In december 2011 bracht de Belgische regering van premier Yves Leterme drie staatsbons uit met een tarief van 15%, dat onveranderd bleef in hun looptijden van 3, 5 en 8 jaar. Enkel als de begunstigde meer dan €20020 roerende inkomsten had, werd 25% afgehouden via de belastingsaangifte. De in augustus 2023 door minister van Financiën Vincent Van Peteghem uitgebrachte staatsbon van 1 jaar heeft ook bij uitzondering een tarief van 15%.

### Nederland
In Nederland wordt de waarde van de obligaties die men op 1 januari bezit, belast met de vermogensrendementsheffing (box 3). De hoogte van de werkelijk ontvangen couponrente is daarvoor niet van belang.